# 井上ねこ
井上 ねこ（いのうえ ねこ、1952年 -）は、日本の小説家。

## 来歴
長野県岡谷市出身。中京大学法学部卒業。第17回『このミステリーがすごい!』大賞優秀賞受賞。測量会社に勤務し、定年退職後、古物商の免許を取りネット古書店を経営。趣味は詰将棋創作で、詰将棋パラダイス半期賞、日めくり詰め将棋カレンダー山下賞を受賞。第17回『このミステリーがすごい！』大賞・優秀賞を受賞し、『盤上に死を描く』にてデビュー。

## 作品リスト

### 文庫
- 『盤上に死を描く』（2019年2月、宝島社文庫）
- 『花井おばあさんが解決! ワケあり荘の事件簿』（2021年8月、宝島社文庫）
- 『赤ずきんの殺人』（2023年10月、宝島社文庫）

### アンソロジー掲載作品
猫吉 名義
- 「安全ポスター」 - 『てのひら怪談 辛卯 ビーケーワン怪談大賞傑作選』（加門七海、東雅夫、福澤徹三編、ポプラ文庫、2011年6月）
- 「足下の悪霊」、「校庭にあった物」、「測量奇談」 - 『みちのく怪談コンテスト傑作選 2010 （叢書東北の声）』（高橋克彦、赤坂憲雄、東雅夫編、荒蝦夷、2013年2月）
- 「ツキの変わり目」 - 『ショートショートの花束 5』（阿刀田高編、講談社文庫、2013年4月）
- 「冬の蟬」、「プレゼント」、「諏訪湖奇談」 - 『ショートショートの花束 6』（阿刀田高編、講談社文庫、2014年4月）
- 「刑事収容施設及び……第百二十七条」、「秘めたる想い」 - 『ショートショートの花束 7』（阿刀田高編、講談社文庫、2015年4月）

井上ねこ 名義
- 「誰にも言えない俺の恋心の物語」 - 『3分で読める！ 誰にも言えない○○の物語』（宝島社文庫、2022年5月）
- 『衝撃の1行で始まる3分間ミステリー』（宝島社文庫、2024年4月）
- 『驚愕の1行で終わる3分間ミステリー』（宝島社文庫、2024年4月）